# Maixabel
Maixabel és una pel·lícula dramàtica espanyola de 2021, dirigida per Icíar Bollaín i protagonitzada per Blanca Portillo i Luis Tosar. Està basada en fets reals i explica la història de Maixabel Lasa, vídua del polític basc assassinat per ETA Juan María Jáuregui i una de les primeres víctimes que van accedir a entrevistar-se amb els victimaris a la presó.
La pel·lícula es va poder veure en la secció oficial del 69 Festival Internacional de Cinema de Sant Sebastià i es va estrenar en cinemes el 24 de setembre de 2021.

## Sinopsi
Maixabel Lasa (Blanca Portillo) perd l'any 2000 al seu marit, Juan María Jáuregui, assassinat per ETA. Onze anys més tard rep una petició insòlita: un dels assassins ha demanat entrevistar-se amb ella a la presó en la qual compleix condemna després d'haver trencat els seus llaços amb la banda terrorista. Malgrat els dubtes i l'immens dolor, Maixabel accedeix a trobar-se cara a cara amb les persones que van acabar amb la vida de qui havia estat el seu company des dels setze anys.

## Repartiment
- Blanca Portillo com a Maixabel Lasa.
- Luis Tosar com a Ibon Etxezarreta.
- Bruno Sevilla com a Luichi.
- Urko Olazabal com a Luis María Carrasco.
- María Cerezuela com a María Jáuregui.
- Mikel Bustamante com a Patxi Xabier Makazaga.

## Producció
L'encarregat de la banda sonora ha estat Alberto Iglesias. Javier Aguirre és el director de fotografia i Mikel Serrano el director d'art. La resta de l'equip són Alazne Ameztoy (so), Clara Bilbao (vestuari), Karmele Soler (maquillatge), Sergio Pérez (perruqueria) i Nacho Ruiz Capelles (muntatge).
La pel·lícula és una producció de Koldo Zuazua (de Kowalski Films) i de Juan Moreno i Guillermo Sempere (ambdós de FeelGood). Amb la participació de RTVE, ETB i Movistar+, a més de l'ajuda de l'ICCA, el Govern Basc, la Diputació Foral de Guipúscoa i la col·laboració de la Sant Sebastià Film Comission.
La pel·lícula es distribueix a Espanya per Buena Vista Internacional i les vendes internacionals són a càrrec de Film Factory.
El rodatge de la pel·lícula es va dur a terme el febrer de 2021 en diferents localitzacions de Guipúscoa i Àlaba.

## Premis

### Festival Internacional de Cinema de Sant Sebastià
| Any  | Categoria             | Resultat   |
| ---- | --------------------- | ---------- |
| 2021 | Irizar al cinema basc | Guanyadora |
| 2021 | SIGNIS                | Guanyadora |
| 2021 | Conquilla d'or        | Nominada   |

### Premis Cinematogràfics José María Forqué
| Any  | Categoria                      | Candidatura     | Resultat   |
| ---- | ------------------------------ | --------------- | ---------- |
| 2021 | Millor interpretació femenina  | Blanca Portillo | Guanyadora |
| 2021 | Cinema i educació en valors    | -               | Guanyadora |
| 2021 | Millor interpretació masculina | Luis Tosar      | Nominada   |
| 2021 | Millor interpretació masculina | Urko Olazabal   | Nominada   |
| 2021 | Millor llargmetratge           | -               | Nominada   |

### Premis Goya
| Any  | Categoria                        | Candidatura                                  | Resultat   |
| ---- | -------------------------------- | -------------------------------------------- | ---------- |
| 2022 | Millor actor de repartiment      | Urko Olazabal                                | Guanyadora |
| 2022 | Millor actriu revelació          | María Cerezuela                              | Guanyadora |
| 2022 | Millor actriu protagonista       | Blanca Portillo                              | Guanyadora |
| 2022 | Millor pel·lícula                | Guillermo Sempere, Juan Moreno, Koldo Zuazua | Nominada   |
| 2022 | Millor direcció                  | Icíar Bollaín                                | Nominada   |
| 2022 | Millor direcció artística        | Mikel Serrano                                | Nominada   |
| 2022 | Millor disseny de vestuari       | Clara Bilbao                                 | Nominada   |
| 2022 | Millor maquillatge i perruqueria | Karmele Soler, Sergio Pérez Berbel           | Nominada   |
| 2022 | Millor direcció de producció     | Guadalupe Balaguer Trelles                   | Nominada   |
| 2022 | Millor música original           | Alberto Iglesias                             | Nominada   |
| 2022 | Millor guió original             | Icíar Bollaín, Isa Campo                     | Nominada   |
| 2022 | Millor muntatge                  | Nacho Ruíz Capillas                          | Nominada   |
| 2022 | Millor so                        | Alazne Ameztoy, Juan Ferro, Candela Palencia | Nominada   |
| 2022 | Millor actor protagonista        | Luis Tosar                                   | Nominada   |

### Festival Internacional de Cinema de Chicago
| Any  | Categoria | Resultat |
| ---- | --------- | -------- |
| 2021 | Hugo d'or | Nominada |

### Premis Días de Cine
| Any  | Categoria                   | Candidatura     | Resultat   |
| ---- | --------------------------- | --------------- | ---------- |
| 2022 | Millor pel·lícula espanyola | Icíar Bollaín   | Guanyadora |
| 2022 | Millor actriu espanyola     | Blanca Portillo | Guanyadora |
| 2022 | El Resplandor               | Urko Olazabal   | Guanyadora |
| 2022 | Millor actor espanyol       | Urko Olazabal   | Nominada   |
| 2022 | Millor actor espanyol       | Luis Tosar      | Nominada   |

### Premis Feroz
| Any  | Categoria                   | Candidatura                                  | Resultat   |
| ---- | --------------------------- | -------------------------------------------- | ---------- |
| 2022 | Millor actor de repartiment | Urko Olazabal                                | Guanyadora |
| 2022 | Millor pel·lícula dramàtica | Guillermo Sempere, Juan Moreno, Koldo Zuazua | Guanyadora |
| 2022 | Millor actor protagonista   | Luis Tosar                                   | Nominada   |
| 2022 | Millor actriu protagonista  | Blanca Portillo                              | Nominada   |
| 2022 | Millor direcció             | Icíar Bollaín                                | Nominada   |
| 2022 | Millor música original      | Alberto Iglesias                             | Nominada   |
| 2022 | Millor guió                 | Icíar Bollaín, Isa Campo                     | Nominada   |
| 2022 | Millor tràiler              | Rafa Martínez                                | Nominada   |

### Premis de la Unión de Actores y Actrices
| Any  | Categoria                    | Candidatura       | Resultat   |
| ---- | ---------------------------- | ----------------- | ---------- |
| 2022 | Millor actor protagonista    | Luis Tosar        | Nominada   |
| 2022 | Millor actriu protagonista   | Blanca Portillo   | Nominada   |
| 2022 | Millor actor secundari       | Urko Olazabal     | Nominada   |
| 2022 | Millor actriu de repartiment | Arantxa Aranguren | Guanyadora |